# Ephemerum pachyneuron
Ephemerum pachyneuron är en bladmossart som beskrevs av C. Müller 1898. Ephemerum pachyneuron ingår i släktet dagmossor, och familjen Ephemeraceae. Inga underarter finns listade i Catalogue of Life.